# Джо
 Тази статия е за филма.  За бойното оръжие вижте Джо (оръжие).  
„Джо“  (на френски: Jo, Жо) е френска кинокомедия от 1971 г. на френския кинорежисьор Жан Жиро. Сценарият е на Алек Копел и Мира Копел. Главната роля на драматурга Антоан Бризбар се изпълнява от френския киноартист Луи дьо Фюнес. В ролята на Тонелоти участва френският киноартист Мишел Галабрю. В ролята на Силви Бризбар участва френската киноактриса Клод Жансак. В ролята на инспектор Дюкро участва френският киноартист Бернар Блие. В ролята на адвокат Адриен Колас участва френският киноартист Ги Трежан. В ролята на Рири участва френският киноартист Жан Дроз.

## Сюжет
Внимание:  Текстът по-долу разкрива сюжета на произведението (или части от него)!
Драматургът Антоан Бризбар става жертва на шантаж на някой си господин Джо и е принуден от време на време да му предава кръгла сума пари. Когато търпението му се изчерпва той решава да се избави от шантажиста като го убие. Под предлог, че ще пише криминална пиеса Бризбар се консултира със своя адвокат Колас за един идеален сюжет. След като го убива остава проблема с укриването на трупа, но се оказва, че е убил Рири, който е съдружник на Джо.

## В ролите
| Актьор        | Роля                 |
| ------------- | -------------------- |
| Луи дьо Фюнес | Антоан Бризбар       |
| Клод Жансак   | Силви Бризбар        |
| Бернар Блие   | инспектор Дюкро      |
| Мишел Галабрю | Тонелоти             |
| Ги Трежан     | адвокат Адриен Колас |